# Бабенко Надія Несторівна
Наді́я Не́сторівна Бабе́нко (30 вересня 1926, с. Вересоч, Куликівський район, Чернігівська округа (область), УРСР — 26 грудня 2009, Решетилівка, Полтавська область, Україна) — художниця декоративного мистецтва у галузі художнього ткацтва. Заслужена майстриня народної творчості УРСР (1976), лауреатка Державної Премії УРСР імені Тараса Шевченка, членкиня спілки майстрів народного мистецтва.

## Біографічні дані
1948 закінчила Кролевецький технікум художньої промисловості.
У 1948—1952 роках  —художник Станіславської міжоблхудожпромспілки.
Від 1951 працювала у Решетилівці Полтавської області. 1958—1973 — головний художник Решетилівської фабрики художніх виробів. 1973—1988 — майстер виробничого навчання з килимарства Решетилівського ВТУ.
Мала сина, Олександра, який продовжує килимарську династію. Бабенко Олександр є заслужений майстер народної творчості України. Олександр Олександрович є автором проекту «Традиції рослинного килимарства селища Решетилівка, Решетилівського району Полтавської області», який наказом Міністерства культури України від 12.02.2018 внесено до Національного переліку елементів нематеріальної культурної спадщини України.

## Твори
Килими, які зберігаються у Музеї українського народно-декоративного мистецтва в м. Києві:
- «Білий» (1960)
- «Україна» (1967)
- «Весна» (1970)
- «Осінь» (1971)
- «Дивосвіт» (1975)
- «Паморозь» (1992).

У Канівському музеї народно-декоративного мистецтва представлено:
- 4 декоративні вишиті рушники.

Килими у інших приміщеннях:
- «Дерево життя» (1969, блакитний зал ООН)
- «Малиновий цвіт» (1971, готель «Либідь» у м. Києві)
- «Соняшники» (1979, Мистецтво культури, Росія)
- «Яблуневий цвіт» (1990, Художній музей, м. Суми)
- «Яблуневе цвітіння» (1992, Краєзнавчий музей, м. Полтава);

Інші килими:
- «Світанок» (1980)
- «Урочистий» (1982)
- «Калина» (1984)
- «Світанок» (1985)
- «Мир землі квітучій» (1985),
- «Ранок» (1986)
- «Лелечине сонце» (1987)
- «Вересень» (1992)
- «Рожева птаха» (1992)
- «Червоне цвітіння» (1993)
- «Калина на снігу» (1995).

## Нагороди і звання
- Заслужений майстер народної творчості УРСР з 1976.
- Орден княгині Ольги 3-го ступеня (2001).
- Лауреат Державної премії УРСР імені Тараса Шевченка (1986).